# Scarborough-Nord (circonscription provinciale)
Circonscription électorale provinciale du Canada
Scarborough-Nord ((en) Scarborough North) est une circonscription provinciale de l'Ontario représentée à l'Assemblée législative de l'Ontario depuis 2018. 
Une précédente circonscription a également existé sous ce nom de 1963 à 1999. 

## Géographie
Située dans l'agglomération de Toronto, la circonscription consiste en la partie nord du district de Scarborough et contient des parties des quartiers d'Agincourt, Milliken, Morningside Heights et Malvern. 
Les circonscriptions limitrophes sont Scarborough-Centre, Markham—Thornhill, Scarborough—Rouge Park, Scarborough—Guildwood et Scarborough—Agincourt.  

## Historique
| Législature                                                                     | Années       | Député | Député        | Parti                     |
| ------------------------------------------------------------------------------- | ------------ | ------ | ------------- | ------------------------- |
| Scarborough-Nord Circonscription issue de York—Scarborough                      |              |        |               |                           |
| 27e                                                                             | 1963-1967    |        | Thomas Wells  | Progressiste-conservateur |
| 28e                                                                             | 1967-1971    |        | Thomas Wells  | Progressiste-conservateur |
| 29e                                                                             | 1971-1975    |        | Thomas Wells  | Progressiste-conservateur |
| 30e                                                                             | 1975-1977    |        | Thomas Wells  | Progressiste-conservateur |
| 31e                                                                             | 1977-1981    |        | Thomas Wells  | Progressiste-conservateur |
| 32e                                                                             | 1981-1985    |        | Thomas Wells  | Progressiste-conservateur |
| 33e                                                                             | 1985-1987    |        | Alvin Curling | Libéral                   |
| 34e                                                                             | 1987-1990    |        | Alvin Curling | Libéral                   |
| 35e                                                                             | 1990-1995    |        | Alvin Curling | Libéral                   |
| 36e                                                                             | 1995-1999    |        | Alvin Curling | Libéral                   |
| Circonscription dissoute parmi Scarborough—Agincourt et Scarborough—Rouge River |              |        |               |                           |
| Circonscription recréée de Scarborough—Agincourt et Scarborough—Rouge River     |              |        |               |                           |
| 42e                                                                             | 2018-Présent |        | Raymond Cho   | Progressiste-conservateur |

## Résultats électoraux
Depuis 2018
1963-1999

## Circonscription fédérale
Depuis les élections provinciales ontariennes du 4 octobre 2007, l'ensemble des circonscriptions provinciales et des circonscriptions fédérales sont identiques.